# معهد الدعوة الإسلامية (إندونيسيا)
معهد الدعوة الإسلامية في إندونيسيا Lembaga Dakwah Islam Indonesia/LDII, وهي منظمة مستقلة المجتمع، والذي يتبع أحكام الرسمية والقانونية من القانون رقم. 8 سنة 1985 بشأن الهيئات الأهلية، المادة 9، الفقرة (2)، بتاريخ 4 أبريل 1986 (الجريدة الرسمية رقم 24 في عام 1986)، فضلا عن تنفيذ اللائحة الحكومية يغطي. 18 لسنة 1986 وقرار وزير الشؤون رقم المنزل. 5 قواعد عام 1986 وغيره من القوانين. لدى المعهد لوائح النظام الأساسي و، والبرنامج التنفيذي من المستوى الوطني إلى مستوى القرية. وقد سجل في وزارة الوحدة الوطنية وحماية الجماعة الداخلية. المعهد هو جزء من مكونات الأمة الإندونيسية داخل جمهورية إندونيسيا الموحدة بناء على البانشاسيلا والدستور 45.
أنشئ المعهد وفقا لالمثل من رجال الدين الرائدة التي هي على النحو حاوية للمسلمين لتعلم وممارسة ونشر تستند التعاليم الإسلامية بحتة على القرآن والحديث، والخلفية الثقافية للمجتمع الإندونيسي، في إطار الدولة الموحدة جمهورية إندونيسيا على أساس البانشاسيلا والدستور دستور جمهورية إندونيسيا في عام 1945.

## وصلات خارجية
- موقعه علي الويب باللغة الاندونيسية لأندونيسية معهد الدعوة الإسلامية
- موقعا LDII TV